# Dansk litteratur i middelalderen
Dansk litteratur i middelalderen består af tekster, som er forfattet mellem ca. 800 e.v.t. i tidlig middelalder og ca. 1500 på overgangen mellem senmiddelalder og renæssance. Denne litteratur omfatter mange meget forskelligartede genrer, herunder runeindskrifter fra vikingetiden, latinske krøniker fra højmiddelalderen, ridderromancer fra senmiddelalderen og ballader overleveret af almuen indtil nyere tid.
Før 1200 udgjorde den danske litteratur sammen med det øvrige Norden en nordisk fælleskultur, der adskilte sig meget fra det øvrige Europas. Derefter blev Danmark en del af den latinsk-vesteuropæiske fælleskultur. Læsning og skrivning var gennem hele perioden forbeholdt eliten. I den tidligste del var det udelukkende gejstlige, der var blevet uddannet, senere omfattede det også det øverste aristokrati. I senmiddelalderen var skriftkyndighed også blevet udbredt til borgerskabet i byerne. Indtil begyndelsen af 13. århundrede havde den latinske litteratur været helt dominerende i Danmark, men derefter begynder man at skrive bl.a. lovtekster på dansk. Hovedparten af befolkningen var dog analfabeter og langt størstedelen af middelalderens litteratur blev overleveret mundtligt.

## Historisk oversigt
I middelalderen var der fire betydelige litteraturhistoriske skel i den danske litteraturs udvikling. Det første var synkopetiden omkring 700 e.v.t. Det var en sproglig forandring, der betød at urnordisk blev erstattet med oldnordisk. Det danner basis for de moderne nordiske sprog. Omkring 1100 blev det latinske alfabet sammen med pergamentteknologien taget i brug. I Danmark ligesom Sverige hovedsageligt til tekster på latin, mens man i Island og Norge primært skrev nordiske. Omkring 1200 opstår der en fornyet interesse for fortiden, den såkaldt nordiske renæssance, som resulterede i nogle af de mest kendte værker fra middelalderen. I Danmark er Gesta Danorum ca. 1220 et hovedværk ligesom sagaerne er det i Island. Endelig i 15. århundrede er mængden af tekster på dansk så stor, at det er blevet et fuldgyldigt skriftsprog.
De tidligste bevarede danske tekster er runeinskriptioner på mindesten og andre objekter. En del af dem består af korte digte i stavrim, den såkaldte eddaform. Ellers var den tidlige litteratur mundtlig. Mundtligheden indebærer at en historie fik sit eget præg, hver gang den blev fortalt, men desuden at den var præget af formler og konventioner, der gjorde den lettere at huske. Igennem hele vikingetiden udgjorde hele Norden sammen med nordbokolonierne i nabolandene et fælles kulturområde. Forskelle i dialekt og sædvane var således ikke større end at de umiddelbart var genkendelige når man rejste rundt. Med religionsskiftet blev den danske kultur bragt tættere sammen med den vesteuropæiske. Det betød bl.a. at der opstod en egentlig latinsk skriftkultur og blev etableret et lærdomsmiljø i europæisk tradition i Danmark. Det betød imidlertid ikke, at den traditionelle nordiske litteratur helt forsvandt, og omkring 1200 blev disse traditioner kombineret da Sven Aggesen og Saxo Grammaticus oversatte ældre danske og islandske sagn til latin.
Igennem hele middelalderen var det samlede antal latinsk skriftkyndige forsvindende lille i forhold til den samlede befolkning, men andelen var i vækst igennem hele perioden og skriftkyndige blev efterhånden tilknyttet alle samfundsinstitutioner. Vi har ikke megen viden om hvor mange der kunne læse og skrive runer. Arkæologiske fund indikerer dog, at det havde en relativ stor udbredelse i handelsbyer og iblandt aristokratiet. Omkring 1250 var den latinske skriftkultur blevet så udbredt, at der også fandtes skriftkyndige udenfor det højeste aristokrati og gejstligheden, bl.a. hos mindre herremænd. Det betød, at kirken ikke længere havde et skriftmonopol. Beretninger viser, at nedskrevne dokumenter nu almindeligvis blev anset for at være autoritative i egen kraft, i modsætning til den gamle mundtlige kultur.
I 13. århundrede udbredtes skriftkulturen også til handelsbyerne, og der blev opbygget verdslige institutioner, der kunne styre byerne. Det var en udvikling, der blev understøttet af, at der som regel i forvejen fandtes skoler i forbindelse med de største kirker. Et andet forhold, som sandsynligvis kunne skubbe i den retning, var at købmænd, håndværkere og handelsfolk havde stor fordel af at beherske regnskabsteknikker og at kunne læse dokumenter og kontrakter. I 15. århundrede blev der endvidere anlagt skoler i flere af de byer, hvor der ikke allerede var katedralskoler. Det er en indikation af et for skriftkyndige.
I senmiddelalderen var skriftvæsnet blevet inddraget i administration af alle godser, formuer og privilegier. Den kongelige administration var blevet så afhængig af et skriftligt kancelli, at det var blevet vanskeligt at bestride topembeder i staten uden at kunne læse og skrive. Selv embedsmænd og administratorer på lavere niveau måtte nu også bestride i hvert fald rudimentære skriftfærdigheder. Det er derfor almindeligt anerkendt, at at læse/skrivekyndighed samt regning efterhånden var almindelig udbredt i overklassen.
For middelalderens mennesker var den vigtigste litteratur knyttet til kirken, hvor bøger indgik som et væsentligt rituelt element. Præsten læste op af bøgerne på latin, et sprog kun de allerfærreste forstod. Selve oplæsningen havde også rituel betydning, da man havde særlige måder at læse op på til bestemte ritualer, ligesom fysiske handlinger var en integreret del af oplæsningen. Indtil Reformationen blev oplæsningen af kanonisk litteratur almindeligvis opfattet som et kraftfuldt ritual, som det kun var tilladt uddannede og ordinerede præster at udføre. Kun han var i stand til at tilføre ritualet den korrekte virkning. Efter oplæsningen var det normalt med en prædiken på dansk, og efterhånden udvikledes en bønnelitteratur på dansk til brug i forbindelse med messe. Men indtil Reformationstiden fandtes kanonisk litteratur praktisk taget kun på latin. Den religiøse litteratur havde en stærk international karaktér, både i kraft af kirkens internationale struktur og fordi al højere uddannelse foregik i udlandet.

## Vikingetid og tidlig højmiddelalder
Af dansk litteratur er der fra før år 1200 kun overleveret meget lidt. Det lille udsnit, der er bevaret, viser imidlertid, at den danske litteratur sammen med det øvrige Nordens adskilte sig fra den samtidige europæiske. Det eneste sted i Norden, hvor der er blevet bevaret et større udsnit af den tidlige litteratur, er Island. Det betyder, at den islandske litteratur er essentiel for forståelsen af de fragmenter vi kender af den danske. Det islandske materiale er dog ikke der kan bruges, da også sammenligninger med arkæologiske studier i de senere år har fået større betydning. Nordisk litteratur havde i den tidlige periode tre hovedstilarter. Den første var sagastilen, der består af fremadskridende fortællinger og som foregår i en nær historisk fortid. Den anden type var eddastilen, den omfatter episk/dramatiske digte om begivenheder i en fjern mytologisk eller legendarisk fortid med elementer af belæring. Skjaldedigtene udgjorde den tredje type. De var lyrisk beskrivende, udformet i komplicerede former og var skrevet til samtidige begivenheder. Dertil kommer en ’’glemt’’ genre, som er hverdagslivets gåder og ordsprog. Den udgør det egentlige grundlag for og leverede byggestenene til de mere komplicerede litterære værker.
Den væsentligste grund til at kun få tekster fra før 1200 er blevet bevaret, at den tidlige litteratur var mundtlig. Det betyder, at traditionen, herunder fortællinger o.lign., ikke fandtes i nedskreven form, men blev husket og videregivet af digtere og fortællere. De har været traditionsbærere frem for egentlige forfattere. Og hver gang en historie blev fortalt fik den sit eget præg. Det skete sandsynligvis også da de endelig blev nedskrevet. Litteraturen har hovedsageligt været udformet i lyrisk genre, som på grund af rytme og metrik var lettere at huske. Vikingetidens litteratur har i høj grad været centreret omkring rejser. Da rejsen ofte optræder som tema i fortællingerne. Det kan skyldes, at den sandsynligvis især er blevet formidlet på rejser. Det var kun en lille del af befolkningen, der rejste, primært høvdinge og unge mænd. Men disse fortællinger har været fortalt i overklassen, hvor man også har haft ressourcerne til en skriftlig overlevering.
De ældste danske tekster er runeindskrifter, hvoraf de tidligste stammer fra 2. århundrede e.v.t. Det er især på baggrund af dem, at man har kunnet følge udviklingen af det danske sprog før vikingetiden og bl.a. kunnet tidsfæste Synkopetiden. Runerne var en skrifttradition, der var udviklet uafhængigt af den latinske, og var skabt til kortfattede epigrafiske tekster. Udover navne, ejerangivelser og remser, er der fra før vikingetiden imidlertid ikke bevaret egentlige tekster. De vigtigste skriftlige vidnesbyrd fra vikingetiden er runesten. De var primært mindesten, og for det meste rejst over afdøde. Formålet med inskriptionerne var, at de blev fremsagt af forbipasserende og at tekstens budskab derved blev virkeliggjort. Runeteksterne viser at den metrik og form, der kendetegner de religiøse eddadigte fra middelalderhåndskrifter, var udviklet omkring 800. Det betyder, at de kendte eddadigte ifølge Preben Meulengracht Sørensen sandsynligvis har været overleveret i næsten som form siden vikingetiden. Det har længe været et diskussionsemne i forskningen hvorvidt digtene er autentisk førkristne. Men Meulengracht Sørensen har påpeget, at det er nødvendigt at skelne mellem form og indhold i det spørgsmål. Han mener selv, at de enkelte strofer og de overordnede fortællinger pga. de metriske regler er overleveret i nogenlunde uændret form, mens selve digtets udformning og hvilke strofer der er blevet medtaget afhænger af forfatteren på nedskrivningstidspunktet.
Religionsskiftet bragte i 10. århundrede den latinske skriftkultur til Danmark sammen med det kristne præsteskab. Introduktionen af pergament-teknikken gjorde det muligt at nedskrive længere tekster, der gik udover simple meddelelser og enkeltstrofer fra digte; fx hele digte, fortællinger og lovtekster. Før ca. 1200 var den skriftlige litteratur dog primært begrænset til kristne religiøse skrfiter og lovtekster. I 12. århundrede oplever Danmark et økonomisk opsving og en kulturel omvæltning, der placerer landet i den vesteuropæiske kultur. Og på overgangen til 13. århundrede opstår også en egentlig dansk litteratur, skrevet af klerke og gejstlige ved de nyoprettede latinskoler og klostre og ved hoffet.

## Højmiddelalderens nye lærde miljø
Den katolske kirkes skrifttradition, der allerede i tidlig middelalder var en etableret og integreret del af den kirkelige organisation i Vesteuropa, fik i højmiddelalderen meget stor indflydelse på dansk litteratur. Udbredelsen af latinsk skriftkultur blev bl.a. fremmet af, at kirkens regler. De forudsatte at menigheden blev ledet af en præst, som var uddannet i latinsk skriftkyndighed. Grunden var at kirkens sprog var latin, og at bøger indtog en central plads i ritualerne. Det relativt store antal af læse- og skrivekyndige skabte grundlaget for et egentligt litterært miljø indenfor gejstligheden. Det var i første omgang (ca. 11. århundrede) omkring bisperne, at det litterære miljø opbyggedes. Senere (ca. 12. århundrede) fandtes det også i klostrene. I begyndelsen blev munke og gejstlige hovedsageligt rekrutteret i udlandet, fx England, Tyskland og Frankrig. Det gejstlige miljø var således fra udgangspunktet internationalt og tæt forbundet med det øvrige Europa gennem latin som internationalt kommunikationssprog.
Paris var den vigtigste universitetsby i Europa og samtidig en af dem der lå tættest på Danmark. De første danske studerende vi har kendskab til var fra 12. århundrede, en af dem var Anders Sunesen. En anden berømt dansker i Paris var Boethius de Dacia, som ca. 1277 formelt blev ekskommunikeret pga. anklager om kætteri, og som formentlig endte sine dage som dominikanermunk. Hovedtemaet i Boethius’ filosofiske forfatterskab var videnskabelig erkendelse, og deraf forsøget på at adskille religiøs åbenbaring fra videnskabelig viden. Det var et farligt emne i højmiddelalderens sidste halvdel, og formentlig grunden til at han blev imødegået af Paris’ biskop og ekskommunikeret.  Det er blevet forslaget, at der var mistanke om, at han reelt fornægtede troen og kun så videnskab som den endegyldige sandhed. Andre har dog fundet denne ateisme anakronistisk og usandsynligt. Den filosofiske strømning han repræsenterede, blev imidlertid fulgt af andre fremtrædende filosoffer i de følgende århundrede. Vi har kendskab til titlerne på ca. 30 af hans værker, heraf er 10 blevet bevaret. Dette omfattende værk har givet ham betegnelsen Danmarks største filosof før Kierkegaard.
De ældste danske ikke religiøse eller juridiske tekster var medicinske. Et fremtrædende eksempel er Henrik Harpestreng. Selvom mange værker er blevet tilskrevet ham, er det i flere tilfælde dog usandsynligt at han skulle have skrevet dem. Harpestreng er muligvis identisk med Henricus Dacus, fra hvem to medicinske værker på latin er bevaret. Han er også tilskrevet en kogebog. Harpestreng var elev af Salernoskolen, som bygger på elementlæren, uden vi dog ved om han selv har gået der.
Den øvrige ikke-latinskkyndige befolkning blev derimod udelukket fra litteraturen. For den almindelige befolkning var bøger hellige genstande, der blev brugt i forbindelse med kirkelige ritualer. Og gennem hele middelalderen nåede den latinske litteratur kun sjældent ud til lægfolk, og her overlevede den traditionelle mundtlige nordiske litteratur længe. Encyklopædier viser de store forskelle i viden, der fandtes mellem de uddannede og dem der ikke havde gået i skole. Et eksempel er Elucidarium sammenskrevet af Honorius af Autun. Den henvender sig til lægfolk og som også kendes i en dansk udgave fra 1310. 
Der findes ingen tegn på, at den lokale danske bogproduktion har været særligt omfattende i højmiddelalderen. Den har tilsyneladende være en gruppe af lokale professionelle skrivere, men der er ingen tegn på masseproduktion, som det kendes fra andre steder i Europa. Skriverne har behersket både dansk og latin, men sidstnævnte var primærsproget mht. skrift. I 13. århundrede kan der primært i sjællandske skriptorier spores en tendens til dannelsen af en overordnet norm for skriftsproget, der var uafhængig af forskelle i talesprog.  Efter 1300 er der tilsyneladende en stagnation i produktionen af dansksprogede bøger. Den falder sammen med den økonomiske krise ved afslutningen af højmiddelalderen.

### Anders Sunesen
Hexaëmeron af ærkebiskop Anders Sunesen er den ældste bevarede teologiske tekst af en dansk forfatter og samtidig det længste danske digt fra middelalderen. Titlen kan oversættes til De seks dages værk. Hexaëmeron fremstiller den skolastiske teologis dogmer. Det er skrevet på heksameter og består af 8040 vers, fordelt på 12 bøger. Bog 1-9 omhandleren Skaberen, Skabelsen og Skabningen, mens bog 10-12 omhandler Genskabelsen, dvs. som helhed er værket en udlægning af genskabelsen gennem Kristus’ offer, og er en indføring i hvordan man selv opnår det evige liv.
Digtet er en komprimeret gengivelse af indholdet i de højere skolers teologi undervisning, men gengiver blot standarddoktriner. Og indeholder derfor ingen teologiske nyskabelser. Derfor er Hexaëmeron traditionelt ofte blevet tolket som udtryk for et provinsielt niveau i det danske lærde miljø. I de senere år er den udlægning blevet udfordret af forslaget om, at værket er skrevet som en lærebog, der kunne understøtte basisundervisningen i teologi. Det bygger på, at heksameterformen normalt fungerer som hukommelsesstøtte egner sig godt til repetition. Et sådant digt derfor kan bruges som supplement til mundtlig undervisning. Et andet argument er, at den der var lærd nok til at kunne læse bogen ville ikke lære noget nyt ved at gøre det. Det har sandsynligvis aldrig været noget udbredt værk. Det er kun bevaret i ét eksemplar, men vi har kendskab til eksistensen af yderligere tre eksemplarer, som alle fandtes ved kirkelige institutioner, der var relateret til Anders Sunesen. Desuden var værkets teologi forældet efter et par generationer.

### Helgenlegender
Helgenlegenden eller vita var ved siden af krøniken den vigtigste litterære genre i højmiddelalderen, hovedparten af de ældste danske tekster på latin var sådanne legender. De blev skrevet til højtlæsning, og blev normalt brugt i kirken på helgenens helligdag. Legenderne var eksemplariske fortællinger, og en måde at knytte almindelige mennesker nærmere det guddommelige vha. en mellemmand, med en historie, der lignede Kristus’ lidelseshistorie. Formålet med oplæsningen var at forkynde religiøse budskaber, samt, vha. danske helgener, at forbinde disse budskaber til lokalområdet. Helgenlegender blev skrevet af klerke ved den lokale domkirke som led i bestræbelserne på at få kanoniseret en (som regel) lokal personlighed. I alt blev 6 danskere kanoniseret før Reformationen, derudover var mindst 3 uofficielle helgener.
Helgenvita var en vigtig forudsætning for ridderromancen, samt den tidlige borgerlige roman. bl.a. fordi dette var den altdominerende episke genre, og var ofte skrevet i en underholdende form. De litterære skemaer, der karakteriserede vitaerne, kom derfor også til at karakterisere de senere verdslige fortællinger. Vitaer indeholder også nogle af de eneste bevarede beskrivelser af menigmands liv i middelalderen.

## Nordisk renæssance
I 12. og 13. århundrede begynder der at opstå en national dansk litteratur. Det er en tendens, der kan genfindes i Norge og Island. Og den opstår af den litterære strøming, som i moderne tid er blevet kaldt Den Nordiske renæssance. Begrebet ’’renæssance’’ betyder genfødsel og dækker i litterær sammenhæng over indsamling af fortidens (ærværdige) kultur iværksat fra centralt hold af lærde. I Nordens tilfælde blev sagnstof og digtning, der indtil for nylig havde været mundtligt overleveret i høvdingens hal, nedskrevet og ofte omskrevet så den passede til en ny tids litterære stil; dvs. at det i realiteten var en kulturel centralisering, bevaring og omformning af en ellers levende mundtlig litteratur. I Island lagde denne strømning grunden til bl.a. sagalitteraturen og Snorre Sturlasons indsamling af eddadigtene, men i modsætning til Danmark skrev man på modersmålet, I Danmark var det latin. Dette har formentlig været grunden til, at den islandske litteratur fra 19. århundrede og indtil slutningen af 20. århundrede blev anset være mere autentisk nordisk end den samtidige danske. I senere nordiske renæssancer (fx i den 3. i 1770’erne) kunne den tids forfattere finde deres materiale i 12. og 13. århundrede litteratur. I 18. århundrede opdagede man også, at man sagn endnu levede videre blandt almuen, hvorpå nye optegnelser af folkesagn kunne finde sted. 
Ca. omkring år 1200 var der etableret en dansk latinsk uddannelse. Skolerne var enten tilknyttet de største klostre eller domkirkerne. Disse to typer latinskoler var forskellige. Klosterskolerne var indadvendte og havde som formål at uddanne munke, mens katedralskolerne var udadvendte, da de også uddannede til verdslige administrative formål. De sidstnævnte skoler blev efterhånden til de ledende uddannelsescentre pga. det stigende behov for læse- og skrivekyndige i det verdslige samfund. Latinskolerne knyttede den danske litteratur sammen med den klassiske græsk-romerske tradition. I denne periode var de mest populære inspirationskilder senantikkens kristne tænkere, især Martianus Capella, Ancius Böethius, Cassiodor og Isidor af Sevilla. Capella blev fx normdannede for det danske skolevæsen op til ca. 1200. Derudover havde man også kendskab til ældre græsk-romerske forfattere som fx Aristoteles, Ovid, Horats, Vergil, Cicero og Seneca.  For at videreuddanne sig måtte man stadig rejse udenlands. En af de mest populære læreanstalter blandt danskerne var universitetet i Paris. Danskerne i Paris var udtryk for den internationale kirke og kultur i middelalderen. I 15. århundrede begyndte danskerne at foretrække de nye universiteter i Tyskland, og i 1479 blev universitetet i København grundlagt. Reformationen betød bl.a. at forbindelsen til universiteterne i de katolske lande blev afbrudt, og at den danske gejstlighed blev afskåret fra store dele af det øvrige Europa.
Periodens danske kunstneriske højdepunkt var Saxos Gesta Danorum, både hvad angår omfang, digterisk kvalitet og værdi som historisk værk. Selv i en europæisk sammenhæng holder dette værk en høj standard. Hans materiale var nordisk sagnhistorie, men han omskrev den til en latinsk-romersk tradition. Et af hans stilistiske forbilleder var Martianus Capella. Saxos latinske inspiration viser at den nordiske renæssance ikke var et isoleret fænomen, og at dansk litteratur i 12. og 13. århundrede skal forstås på baggrund af den internationale 12. århundredes renæssance. Fx får de fleste store europæiske lande i 12. århundrede en patriotisk, ofte endda nationalchauvinistisk, litteratur på latin efter romersk forbillede ligesom Gesta Danorum.  Periodens teologiske hovedværk var Anders Sunesens Hexaëmeron, det er kun overleveret i ét eksemplar, mens Henrik Harpestrengs Urtebog også er blevet overleveret i udenlandske udgaver.

### Aggesen, Saxo og krønikerne
Et af udtrykkene for den nordiske renæssance er krønikegenren. Den blev udviklet på grundlag af annalerne, som indeholdt notitser om mindeværdige begivenheder nedfældet under årstal. Forskellen mellem annaler og krøniker er, at hvor annaler er ordnet strengt kronologisk efter årstal, følger krønikerne et successivt princip, hvor den enkelte konge eller biskop tildeles sit eget kapitel. Begivenheder der knyttes til én person fortælles således i kapitlet relateret til denne person, selvom der er kronologiske overlap med tidligere efter efterfølgende kapitler. I middelalderen var historieskrivning ikke objektiv. Historien blev opfattet som række af eksemplariske begivenheder mest af politisk eller militær karaktér. Krøniker var gendigtninger af forhistorien og derfor skrevet ud fra en bestemt synsvinkel. De historiske begivenheder blev genfortalt i anekdotisk form med enten negative eller positive beskrivelser. Pil Dahlerup mener, at historiske fortællinger var en genre, hvor modtageren ligefrem har forventet, at forfatteren pyntede historien med sine egne værdiladede beskrivelser.
De første krøniker blev skrevet i 12. århundrede, da Valdemar den Store havde sikret sig enemagten i landet, efter en langvarig magtkamp. Den stod i grove træk mellem kongemagten og aristokratiet, men var i realiteten et kompliceret magtspil der involverede både fribønder, gejstlighed, lokale stormænd og kongeslægten, dvs. mellem centralisering og centrifugalisering af magten. Den sejrende part blev den skriftbeherskende kongemagt. Borgerkrigen satte sit præg på litteraturen, hvilket bl.a. kan aflæses i de to versioner af fortællingen om Kong Sne, der er bevaret. Den ene findes i Lejrekrøniken, som med stor sandsynlighed skrevet med udgangspunkt i aristokratiet. Denne legende afspejler derfor måske den gamle stormandsklasses opfattelse af hvordan den nye feudale kongemagt etablerede et magt- og møntmonopol, inddrager flere skatter og giver privilegier til folk udenfor aristokratiet. Saxo beretter en modmyte om samme Kong Sne. Han vender historien på hovedet. Hans fortælling bygger på latinsk tradition og afspejler det litterære miljø, der etableredes omkring kirken og kongen i 12. og 13. århundrede.
Fra Danmark kendes to grupper af krøniker: konge- og bispekonger. Undtagelsen fra denne regel er Saxos Gesta Danorum, der nærmest er en forening af de to genre. Kongekrønikernes udgangspunkt er landets oldtid, mens bispekrønikerne ofte er baseret på udenlandske forlæg, fx Beda og Isidor af Sevilla og som regel har et bibelhistorisk perspektiv. Flere annaler kunne samles til "årbogskrøniker", det gælder fx Rydårbogen. I andre tilfælde kunne uddrag af andre tekster samles, det gælder fx Ældre Sjællandske årbog. Den bl.a. rummer uddrag af tekster af Saxo, Adam af Bremen, Bernhard af Clairvaux, Thomas Beckett og Frans af Assisi. Et af de grundlæggende temaer i de bevarede danske krøniker er oprindelsen til begreber og institutioner som "kongerækken", "danmarkshistorien" og "loven". Dahlerup mener, at hovedformålet med genren var at fremstille den nye kongemagts institutioner som evigtgyldige og udtryk for en naturlig orden. Og i den forbindelse skabes ifølge hende de fornævnte begreber. Et andet tema i tidens litterære tradition var ’origo gentis’. En vigtig men skjult inspiration var i den forbindelse den kristne nyplatonisme. Her var grundtanken sjælen skulle udvikles gennem en række stadier til den nåede et guddommeligt niveau. I litteraturen kunne rejser og historien fungerer som allegorier for den psykologiske sjælerejse. En anden væsentlig allegori er slagscenerne, hvor de kæmpende parter repræsenterer dyder og laster. I middelalderen var det normen, at genfortælling af fortidens begivenheder havde et formål.
Roskildekrøniken (ca. 1135) karakteriseres normalt som den ældste danske kirkehistorie. Den er bevaret i Lund, og er måske blevet ført dertil i 1138, da Eskil bliver ærkebiskop. Den er skrevet ud fra en opfattelse af, at man levede i de sidste tider. Samtiden beskrives som en begyndende opløsningstid. Andre tendenser i teksten peger mod, at krøniken blev skrevet i et klerikalt miljø ud fra Roskilde biskoppens synspunkt med sympatier for det gregorianske parti i Investiturstriden, da den både tager parti for almuen og det almindelige kleresi, og tager et pacifistisk og nationalt neutralt standpunkt. Dette er modsat Lejrekrøniken, hvis standpunkt er militaristisk og antitysk, samt positivt overfor aristokratiet.  I Danmark følger krønikeskrivningen samme nedadgående tendens som det øvrige Europa i 14. århundrede. Det er blevet forslået, at det er et udslag af en generel samfundskrise på overgangen mellem højmiddelalder og senmiddelalder.

#### Sven Aggesen
Sven Aggesen var den første navngivne danske forfatter og historiker. Han er af den mægtige Thrugotslægt og fik formentlig en uddannelse i Frankrig, dette på trods af han ikke var gejstlig. Formålet med hans værk, var at finde det basis, der gav samtidens love og nyetablerede institutioner autoritet, i fortidens (mere eller mindre fiktive) institutioner. Et vigtigt eksempel er Valdemarstidens Vederlov, der har delelementer, som er overleveret fra ældre tiders thinglid, men hvis grundlæggende moralkodeks er en afspejling af det franske høviske ideal. Aggesen er præget af adelens idealer, han er kongetro, national og tyskfjendtlig, ligesom ære og slægt er centrale begreber. Hos ham gøres oldtiden nærværende gennem aktualisering og relatering til samtidige forhold. En af hans mest brugte metoder til det er parallelisering mellem fortidens og samtidens begivenheder og personer.
Sven Aggesens Brevis Historia Regum Dacie består af mundtlige sagn, der er blevet oversat til latin. Baggrunden var ifølge Aggesen selv, at der manglede en Danmarkshistorie, som underforstået var skrevet på latin. Den stilart han benyttede kaldes exemplum-form, og den kendes fra især helgenlegenderne. Han udformede sin historie som en kongeliste, der består af længere fortællinger, nærmest noveller. Noget der ellers først kendes fra senmiddelalderen. dog har litteraturforskere påvist flere paralleller i samtidige og lidt yngre tekster, det gælder bl.a. Saxo og Snorre Sturlason. Værket er skrevet polemiserende i forhold til de ældre krøniker. Især afviger Roskildekrønikens billede af Knud den Hellige, Erik Ejegod og Erik Emune fra Aggesens. Da han tegner et mere positivt billede af disse konger. Aggesens beretning og brugen af ordet urbanitas i en betydning, der minder om det franske courtier viser, iførlge Dahlerup, at høvisk kultur var til stede i Danmark før 1200.

## Senmiddelalder
I midten af 13. århundrede sluttede den Nordiske renæssance i Danmark. Det hænger sandsynligvis sammen med, at de gamle stormandsslægter forsvandt og at forbindelsen bagud til den ældre nordiske tradition blev brudt i overklassens kultur, da den nye overklasse primært orienterede sig mod den tyske høviske kultur. Den kultur som Saxo kun et halvt århundrede før havde beskrevet stærkt kritisk. Aristokratiet fik mere magt i forhold til kongen, og blev formentlig samfundets kulturbærende lag udenfor kirken, i modsætning til det foregående århundrede hvor det havde været hoffet. Fra perioden 1240 til 1320 er kun meget lidt digtning og verdslig litteratur bevaret, men det er blevet forslået, at det var i denne periode balladegenren opstod, og at de ældste folkeviser derfor stammer herfra.
Mellem 1310 og 1330 rammes hele Europa af en omfattende landbrugskrise, hvilket resulterede i hyppig hungersnød. i Danmark fører kongen en aggressiv politik i Nordtyskland, hvilket fører til statens fallit i 1332, og de efterfølgende kongeløse år. Internationalt nåede krisen et højdepunkt i 1340’erne med den Sorte Død. En af hovedgrundene til krisen var formentlig at hele kontinentet efter højmiddelalderens økonomiske opsving var blevet overbefolket og at der indtraf en klimaændring. 14. århundredes krise afspejledes bl.a. i Nordens litterære højdepunkt fra de år, nemlig Birgitta af Vadstenas Revelationes Coelestes der hurtigt blev oversat til både dansk og svensk, da teksten afspejler en ideologisk krise for overklassen, da det gamle system bryder sammen pga. befolkningsunderskud. Samtidig opfattes borgerskabets øgede magt ligeledes som en forrykkelse af guds orden. På samme tidspunkt befinder kirken sig i et stort skisma, med paver i både Rom og Avignon.
Mod slutningen af middelalderen var omfanget af dansksprogede tekster blevet så stort, at dansk havde opnået status som skriftsprog. Det er blevet foreslået, at denne udvikling hang sammen med udviklingen af skriftbårne institutioner udenfor de kirkelige institutioner, som havde latin som fællessprog. Overordnet set var kirken var neutral i forhold til folkesprogene, men man modsatte sig oversættelser af kanoniske bibel tekster fra den latinske Vulgata. Den lille mængde af bevarede originale manuskripter fra før 14. århundrede betyder imidlertid, at det er umuligt at fastslå udbredelsen og mængden af dansksprogede tekster med sikkerhed før dette tidspunkt. Vi ved heller ikke med sikkerhed, hvor udbredt læsefærdigheder var i verdslige kredse. Det kan være muligt, at læsning indtil senmiddelalderen primært har været et kvindeanliggende i de højeste socialklasser. Denne teori bygger bl.a. på, at det fremgår af testamenter, at psalterier (bønnebøger), der var den mest udbredte bogtype hos private, hovedsageligt var i kvinders eje.

### Verdslig litteratur
Fra senmiddelalderen er der bevaret langt mere verdslig litteratur. Det skyldes primært den øgede skriftkultur og ressourcer også i verdslige institutioner. Samtidig kender vi også flere oversættelser af religiøs litteratur til dansk. Den verdslige litteratur består hovedsageligt af dramatiske fortællinger, farcer, krønikespil og rimkrøniker. Kendte eksempler er Dyrerimene og Peder Laales ordsprog. I senmiddelalderen skete der en nedbrydning af højmiddelalderens skarpe skel mellem den verdslige og den religiøse sfære. Nu blev det nemmere og mere acceptabelt at leve et kontemplativt liv blandt lægfolk. Det betød, at der omkring 15. århundrede opstår en blandingskultur mellem det verdslige og det religiøse, hvilket bl.a. medførte at skriftkulturen i højere grad blev integreret i den ikke.gejstlige kultur.
Et eksempel på den nye verdslige litteratur er Peder Laales samling af ordsprog på dansk og latin. Den blev brugt som lærebog i latin i 15. og 16. århundrede. Det ældste bevarede fragment stammer fra ca. 1450, mens komplette trykte eksemplarer stammer fra 1506 og 1508. denne ordsprogssamling har i dag stor betydning både litterært og kulturhistorisk. Både fordi flere af mundheldene og ordsprogene har meget gamle rødder. Fx indeholder flere af dem oldnordiske bogstavrim, og pga. de mange iagttagelser af hverdagslivet, der kan udledes af teksten.
Den høviske kultur bliver udbredt i Norden efter tysk påvirkning. Den var præget af særlige omgangsformer, kampnormer, talesæt og digtformer. I Sydeuropa rakte idéen om et særligt høvisk ideal tilbage til Gudsfredsbevægelsen og 1. korstog i 11. århundrede. Desuden kan der også spores en mellemøstlig påvirkning.. Den bredte sig ikke kun indenfor aristokratiet, men også blev et ideal hos det opadstigende borgerskab. Ridderromanen var en fransk genre, der var et populært element i høvisk kultur. Den var en modifikation af Chanson de geste-genren fra 12. århundrede. Skiftet mellem helteromanen med fokus på kamp og romancen med fokus på eventyr og kærlighed skyldes ifølge Pil Dahlerup samfundsmæssig udvikling, hvor civile dyder blev mere fremtrædende end de militære idealer. Norge var det første land i Norden, der får en egentlig romanlitteratur efter høvisk forbillede. Det skete i 13. århundrede og efter fransk inspiration. Den er den almindelige opfattelse, at den høviske litteratur med Sverige som mellemled først kom til Danmark i 15. århundrede. Det er blevet forslået at den høviske kulturs sene blomstring i Danmark kan skyldes, at en egentlig blodadel først opstod i landet relativt sent (ml. 1450 og 1536). Hidtil havde jordbesiddelser og kampdåd også kunnet give adgang til aristokratiet. Denne tese forudsætter, at udviklingen af høvisk kultur var støttet af en anden udvikling, hvor man begyndte at opfatte adel som oprindelig og gudgiven. Pil Dahlerup finder det dog usandsynligt, at ridderromaner var ukendte i Danmark indtil det tidspunkt. Hun har foreslået, at de enten har været oplæst på tysk, et sprog mange i overklassen har forstået, eller at der fandtes en dansksproget nu tabt tradition.
En anden central genre var eventyret ((fransk) aventure), som ikke var beslægtet med folkeeventyret. I eventyrene blev Guds tilskikkelse forenet med den store dåd, og målet var ridderslaget.

## Ballader
En af de vigtigste verdslige genrer i middelalderen var balladen. Det var en sunget fortælling, undertiden danset og undertiden ledsaget af musik, der primært handlede om kamp og kærlighed i et riddermiljø. I dag Danmark er disse sange siden begyndelsen af 19. århundrede blevet kaldt folkeviser, men de er en del af en fælleseuropæisk balladetradition. Den nordiske balladeform opstod i 13. århundrede, og havde rødder i både traditionel nordisk og fransk poesi. Derimod kan tysk indflydelse først spores fra 14. og 15- århundrede. I Danmark er der bevaret over 500 ballader, hvilket er usædvanligt mange, også i sammenligning med det øvrige Europa.
Balladerne var i højmiddelalderen overklassens musikgenre, men selve musikken og sangen blev med stor sandsynlighed skrevet og fremført af professionelle kunstnere, der ikke selv tilhørte aristokratiet. Sådanne kunstnere har givetvis også optrådt for almuen. Genren var indtil 16. århundrede mundtligt overleveret, kun ét fragment af en vise er overleveret fra før da, nemlig Drømte mig en drøm i nat fra Codex Runicus. I Renæssancen begyndte flere adelige, af dem især kvinder, at nedskrive ballader. Nogle af dem blev samlet af Anders Sørensen Vedel og trykt i 1592 i Hundredvisebogen. Indtil det 19. århundrede blev der fortsat indsamlet ballader, nu primært hos almuen.
I middelalderen blev balladerne først og fremmest brugt som underholdning, både til hverdag og til fest. Og fællesdansen har været et vigtigt element i fremførelsen, da de dansende gennem bevægelserne selv blev en del af sangens historie. Derudover har selve fortællingerne bekræftet overklassens egen identitet og selvforståelse gennem de temaer de bahandlede.